# Pédiculose du cuir chevelu
 Mise en garde médicale
La pédiculose du cuir chevelu est une parasitose externe contagieuse due aux poux de tête. Cette infestation de la peau se manifeste essentiellement par des sensations de grattage du cuir chevelu. C'est une maladie fréquente et bénigne, pouvant se compliquer de surinfection bactérienne. La pédiculose du cuir chevelu connaît une répartition mondiale indépendante du climat et peut parfois évoluer sur un mode épidémique. Les infestations sont plus fréquentes chez les enfants d'âge scolaire et les sujets en précarité. Le traitement est essentiellement local et médicamenteux, éventuellement associé à des méthodes physiques. La recherche de cas dans l'entourage est indispensable.

## Épidémiologie
Les poux sont présents toute l’année, mais favorisés par la promiscuité. Les pullulations sont ainsi les plus fréquentes en période de guerre et guerre civile, parmi les soldats et réfugiés. En temps ordinaire, elles connaissent  des pics épidémiques liés à chaque début de vie en collectivité (arrivée en colonie de vacances, rentrée des classes…), et notamment chez les 6-8 ans.
En France, la prévalence de la pédiculose du cuir chevelu chez les enfants d'âge scolaire varie de 0,5 à 20 % selon les études.
Les filles attrapent plus souvent des poux que les garçons, probablement en raison de leur chevelure généralement plus longue, qui ne facilite pas non plus le traitement.[réf. souhaitée]

## Biologie
Le pou de  tête de l'être humain (Pediculus humanus capitis) est l'agent de la pédiculose du cuir chevelu, il s'installe le plus souvent dans les cheveux et vit de 6 à 8 semaines. Les femelles ont une importante capacité de reproduction, pondant 4 à 10 œufs (ou lentes) par jour pendant 3 à 4 semaines, solidement fixés à la base d'un cheveu ou d'un poil. Après 7 à 10 jours, le pou sort de la lente sous forme de larve, qui deviendra adulte en moins de 15 jours. Cet adulte « nuisible » (incluant les femelles pondeuses) mesure entre 2 et 4 mm. Il gêne son hôte par les démangeaisons qu'il occasionne (réponse du système immunitaire). Les poux se disséminent par contact entre individus, par exemple au contact de la chevelure d'un autre enfant au cours d'un jeu ou d'une bagarre, ou lors d'échanges d'habits, cache-nez, bonnets ou casquettes.
P. capitis ne peut pas survivre longtemps hors du cuir chevelu. Il meurt déshydraté après 4 heures dans un air sec et au soleil, et après 36 heures au maximum (si l'air est humide et tiède). On n'a pas non plus de preuve de contagion par l'eau (piscines).
À la différence des puces, les poux ne sautent pas. Ils ne volent pas non plus. Ils ne se déplacent (d’environ 25 cm par minute, soit 15 m/h) qu'en rampant ou via des vêtements ou cheveux infestés.
L'apparition de poux dans une école n'implique pas de défaut d'hygiène.

## Symptômes

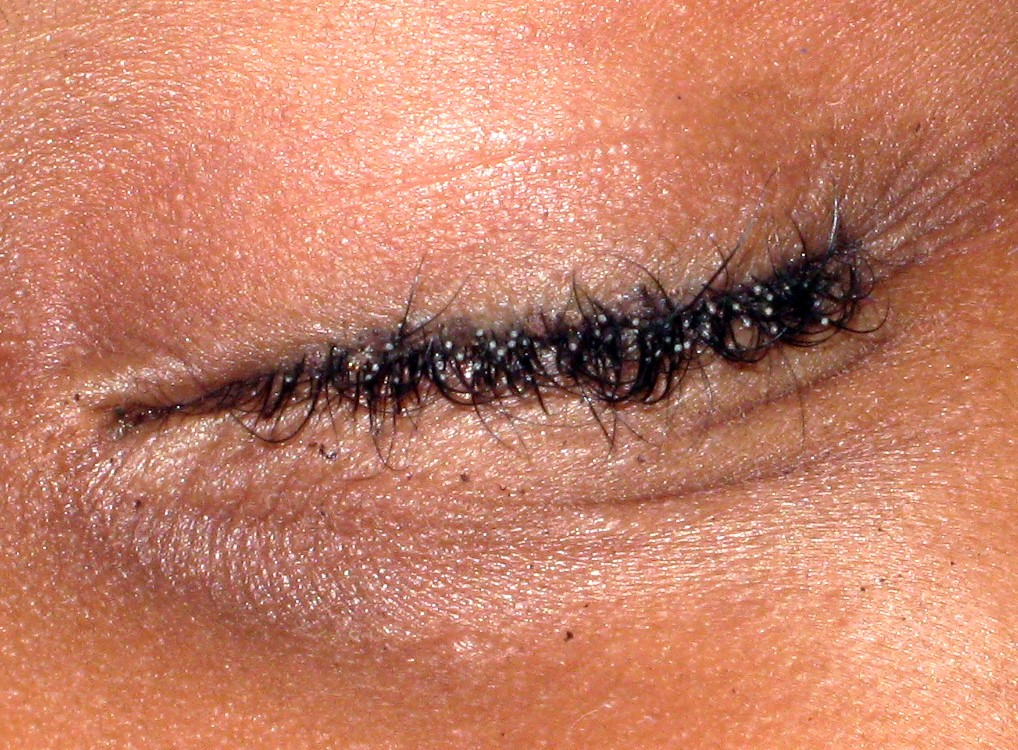
Nombreuses lentes accrochées sur les cils d'un enfant.

La pédiculose du cuir chevelu s'exprime par des démangeaisons, notamment autour des oreilles, ainsi qu'à proximité de la nuque (mais dans 40 à 50 % des cas, il n'y a pas de prurit), adénopathies cervicales et lésions eczématiformes de la nuque et des épaules.
Cette pédiculose est caractérisée par :
- les œufs (« lentes ») : les lentes vivantes sont ovales, brunes, lisses et brillantes, collées à la base (« tige ») du cheveu (à environ 3–10 mm  du cuir chevelu, où la température corporelle est la plus forte), puis forment une coquille terne et blanchâtre après l'éclosion 3 semaines après la ponte ; ils restent collées au cheveu par la spumaline, sorte de colle formant un manchon à base de kératine. Les lentes, même mortes, ne se détachent pas spontanément.
- les poux vivants : les poux de tête sont mobiles, transparents lorsqu'ils sont à jeun et se colorent en gris lorsqu'ils se sont nourris de sang. Ainsi que leurs lentes, ils ne sont pas facile à repérer à l'œil nu dans les cheveux, de par leur faible taille, et surtout sur des cheveux blonds dont ils se distinguent à peine (examiner les endroits où ils préfèrent s'abriter : derrière les oreilles, la nuque à la base du cuir chevelu et le dessus de la tête. examiner la tige des cheveux (point blancs). Utiliser un peigne fin (dents 0,3 mm)[3]. L'excrément des poux ressemble à des particules de poussière brune.
- des lésions sur la peau : pour les poux de tête, ce sont de petites lésions rouges à l'emplacement de chaque nouvelle piqûre, pouvant passer inaperçues.

Les personnes qui hébergent des poux sont susceptibles à l'urticaire, aux croûtes sur le cuir chevelu et à une tuméfaction des ganglions lymphatiques du cou.

## Traitement

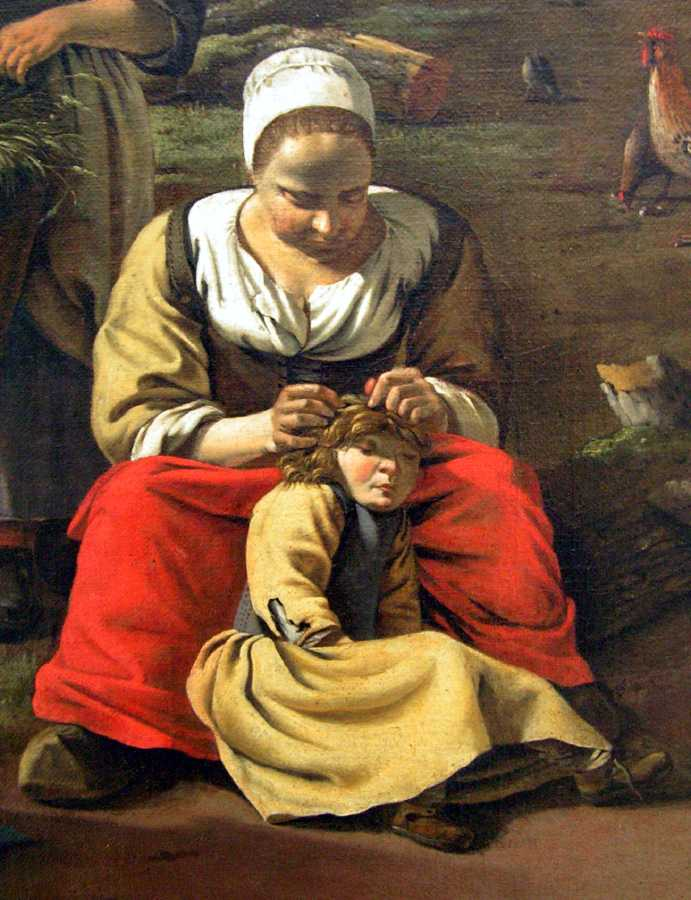
Une femme cherche les poux de tête d'un enfant (détail de Cour de ferme, tableau de Jan Siberechts)

Lutter contre les poux implique trois démarches parallèles :
- éliminer les poux adultes ;
- éliminer les lentes ;
- limiter la transmission des poux d'une personne à une autre.

Le traitement combine donc des méthodes simples permettant de réduire le nombre de poux (peignage fin humide) et lentes (pince à épiler), des méthodes plus rapides (traitement médicamenteux) permettant de tuer les poux et lentes restants, sans oublier des précautions et préventions familiales et collectives pour éviter la dissémination et re-infestation.

### Traitement mécanique

#### Rasage du crâne
Le rasage total du crâne est la méthode la plus radicale (efficace, rapide). Elle peut cependant être difficile à vivre, pour les enfants notamment. Il s'agit de ne pas rendre les cheveux coupés source de re-contamination (les enfermer dans un sac, à la poubelle), de laver ensuite soigneusement vêtements et literies.
À défaut de rasage, une coupe courte des cheveux n'est pas efficace sur les lentes (fixés à la base des cheveux), mais est néanmoins très utile pour faciliter les traitements tant physiques que chimiques.

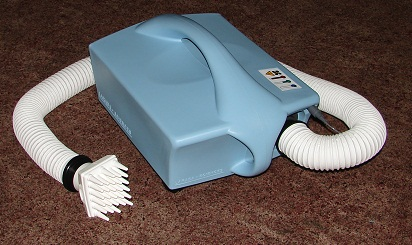
Souffleur d'air chaud avec le peigne terminal

#### Traitement thermique
Le traitement thermique consiste à dessécher par la chaleur les poux mais aussi les œufs (réduction de leur liquide amniotique → mort). Les poux éclos et les lentes meurent respectivement après 5 minutes et 90 secondes après application d'air chaud à 50 et 55 °C. L'application, consistant à diviser le cuir chevelu en 20 zones et à souffler de l'air chaud pendant 60 secondes par zone, pour une durée totale d'environ 30 minutes, peut se faire avec un sèche-cheveux ou bien avec un appareil spécifique soufflant de l'air moins chaud (et donc plus agréable) que ce dernier et doté d’un tuyau flexible terminé par un peigne permettant d’atteindre les racines. Cette dernière méthode provoque une mortalité des poux éclos et des lentes respectivement de 80 et 98 % et ne nécessite un deuxième traitement que dans 10 % des cas. Le sèche-cheveux, comparé à l'appareil spécial, est aussi efficace sur les lentes, mais moins sur les poux éclos.

#### Peignage mouillé
Le peignage mouillé consiste à soigneusement peigner les cheveux (30 minutes), de façon répétée (3 fois puis 2 fois par jour), pendant 10 jours minimum à 3 semaines, sur cheveux mouillés, de préférence avec un peigne métallique à dents fines (vendu en pharmacie) qui arrache les lentes contrairement au peigne à poux en plastique. Cette opération est efficace mais incomplète, et doit donc être combinée avec un traitement médicamenteux. Elle peut être suivie d'un massage du  cuir chevelu au jet d'eau puissant et chaud d'une douche pour éliminer les poux adultes et les débris de lentes déposés sur le cuir chevelu. Ce traitement est notamment recommandé en Grande-Bretagne, chez les enfants de moins de 6 mois, pendant la grossesse et chez les patients asthmatiques.
Des méthodes utilisant des peignes électriques existent pour détruire les adultes et les lentes. Mais il faut, outre une tierce personne disponible disposant d'une bonne vue, beaucoup de temps (plusieurs séances sont nécessaires) et de minutie. Ces peignes sont inadaptés aux cheveux crépus. Ils n'ont pas fait non plus l'objet d'une évaluation clinique de bon niveau de preuves.

### Traitement médicamenteux
Le traitement médicamenteux consiste à laver les cheveux avec un shampooing, une lotion ou un aérosol ou une crème de rinçage contenant des substances insecticides (adulticides, c'est-à-dire tuant l'insecte adulte), et/ou ovicides (tuant l'œuf). Les insecticides utilisés ont été le DDT (à partir de 1940), le lindane (1960), le malathion (1970), des organochlorés puis des organophosphorés, des carbamates et enfin les pyréthrinoïdes (bioallerthrine, pyrethrins, phénothrine, permethrine) (à partir de 1970).
Ces agents, le plus souvent neurotoxiques sur les poux, sont moins efficaces sur les lentes, et ils peuvent produire des effets indésirables, parfois graves, surtout chez l'enfant. Ils ont de plus des effets indésirables, surtout cutanés, et les poux ont développé des résistances à ces produits. Selon l'OMS, le lindane est très rémanent, toxique, et il passe facilement à travers le cuir chevelu très fin des jeunes enfants. Il est contre-indiqué avant l'âge de 10 ans et pendant la grossesse. Le malathion est déconseillé chez les enfants de moins de 2 ans ou pour les femmes enceintes. De plus des résistances ont été montrées[source insuffisante], en particulier avec les pyréthrinoïdes.
Une nouvelle génération de produits est apparue sur le marché il y a quelques années[Quand ?], à base de diméthicone et/ou cyclométhicone, qui ne sont pas (neuro)toxiques. Produits enrobant le pou, ils obstruent ses opercules respiratoires et empêchent l'excrétion. Les poux meurent par suffocation et déshydratation et blocage de leur métabolisme. Aucune résistance développée par des poux n'est attendue, ni n'a été signalée à ce type de produit[réf. nécessaire]. Elles sont appliquées sur les zones atteintes. La  minutie de l'application peut moduler l'efficacité du traitement ; les cheveux doivent être parfaitement secs.
Les insecticides en solution, lotion ou crème sont préférables aux sprays et poudres qui risquent d'être inhalés ou de toucher les muqueuses et l'œil, avec un risque en cas d'asthme et de bronchite asthmatiforme. Les shampooings et les poudres sont moins efficaces selon les experts interrogés par le Ministère français de la santé. Un shampooing non insecticide doit suivre le traitement pour nettoyer les cheveux et le cuir chevelu. Dans tous les cas, un contrôle après 2 jours et 12 jours est nécessaire, complétée par un peignage fin humide (pour éliminer les poux morts et décrocher les lentes). Le traitement est à renouveler une semaine plus tard pour enrayer le cycle de reproduction des poux, mais le renouvellements est à éviter pour ne pas développer de résistance : en cas de persistance, ou ré-infestation, c'est aussi les mesures préventives et collectives (à l'école) qui doivent enrayer les pédiculoses.
D'autres produits ont été testés et se sont révélés efficaces : le spinosad (insecticide) et l'ivermectine. L'ivermectine par voie orale, donné en deux prises à sept jours d'intervalle, semble plus efficace que les lotions au malathion.
Les lotions à l'alcool benzylique seraient aussi efficace que les autres lotions classiques sans avoir des propriétés neurotoxiques.
Pour éviter l'apparition et la diffusion de poux résistants à un ou plusieurs insecticides, et des irritations inutiles du cuir chevelu, il faut éviter tout traitement médicamenteux inutile et être certain de la présence de poux ou lentes vivantes. D'autant que les pesticides utilisés contre les poux ne sont pas anodins, ni pour l'enfant, ni pour l'environnement (forte rémanence et toxicité du lindane qui est interdit pour la plupart de ses anciens usages et dérogatoirement autorisé contre les poux / toxicité du malathion, de la perméthrine, du méthoprène, de la D-Phénothrine, même des pyrèthres ou pyréthrinoïdes de synthèse pour l'environnement. Ces produits massivement utilisés dans une ville ou un quartier au moment des épidémies de pédiculose, peuvent en outre contaminer des égouts, boues d'épuration, etc., via les rinçages de shampooings[réf. nécessaire].
On utilisait autrefois les fruits séchés pulvérisés du fusain d'Europe ou les semences pulvérisées des hellébores pour éliminer les poux.

### Traitement de l'environnement
Vêtements, oreillers, draps, casquettes, bonnets, doudou, cache-nez, brosses et peluches peuvent être décontaminés par lavage machine à 60 °C. Sinon par pulvérisation d'un insecticide ou encore mis au congélateur à -25° et −30 °C sous sac plastique au moins pendant 1 jour. Les poux n'y survivent pas.
Il est conseillé de bien aérer les lits, voire les traiter, et inciter à réduire les contacts entre enfants (jeux corps à corps), éviter les échanges de bonnets et écharpes. Les contrôles (examen régulier 1 fois par semaine) et traitements sont à continuer tant que des signes de poux persistent. Puis la vigilance doit être maintenue pendant quelque temps pour déceler toute re-contamination.

### Traitements non recommandés

#### Phytothérapie
Il existe des traitements de phytothérapie : l'huile de l'arbre à thé, l'huile de coco et l'huile d'anis (seulement quelques gouttes). En revanche, l'huile essentielle de lavande pure est à proscrire absolument pour les enfants, du fait de son caractère toxique.
Des « remèdes maison » comme une huile alimentaire (colza, tournesol... voire l'huile de paraffine) abondamment répartie en légers massages, suivis d'un isolement à l'air avec un bonnet de bain étanche, durant 1 à 2 heures voire bien plus, inoffensives pour le cuir chevelu, seraient efficaces pour détruire les poux[réf. nécessaire] (mais pas les lentes[réf. nécessaire]). 
Le vinaigre est quant à lui formellement déconseillé, tandis que l'huile d'olive est inefficace dans la lutte contre les poux ; néanmoins, l'huile d'olive peut aider à décoller les lentes en quelques semaines.
Par contraste, dans certains pays où les shampooings et les autres traitements sont trop chers, de l'huile ou du beurre de karité sont abondamment passés sur les cheveux[réf. nécessaire]. Les poux respirent par des orifices qui peuvent se fermer sous l'eau, les épargnant, même après plusieurs minutes. Mais ils sont asphyxiés par les huiles et les produits gras. Néanmoins, les œufs sont résistants à ce type de traitement. Il doit donc être renouvelé 8 jours plus tard pour éliminer les poux nouveau-nés.

## Prévention
Il est conseillé d'observer régulièrement les cheveux des enfants pour détecter l'apparition éventuelle de ces parasites, notamment après un retour de colonie de vacances, ou durant les premières semaines suivant la rentrée scolaire.
Éviter les contacts directs limite fortement le risque de propagation. Il est donc préférable de signaler à son entourage et à l'école la présence de poux afin de limiter les contacts, en particulier entre chevelures.
Les insecticides ne s'utilisent pas en prévention du fait de l'absence d'activité résiduelle démontrée.
Il est ainsi utile de vérifier dès apparition des poux chez un enfant, les cheveux des membres de la famille touchée, voire de faire un traitement préventif sur les sujets à risques (frères et sœurs), chimique ou simplement « maison » : un simple graissage léger à l'huile alimentaire des cheveux des personnes non atteintes réduit les risques d'être contaminé (poux et lentes s'accrochent mal)[réf. nécessaire] outre un effet asphyxiant sur les poux colonisateurs.
Par le passé, quelques écoles avaient une politique « sans lentes » qui régulait le retour en classe des enfants touchés par les poux, allant jusqu'à l'éviction scolaire. Ce type de politique est désormais considéré dépassé et inutile, l'important étant d'éviter les contacts entre enfants.